# カンディア・カナヴェーゼ
カンディア・カナヴェーゼ（伊: Candia Canavese）は、イタリア共和国ピエモンテ州トリノ県にある、人口約1,200人の基礎自治体（コムーネ）。

## 地理

### 位置・広がり

#### 隣接コムーネ
隣接するコムーネは以下の通り。
- バローネ・カナヴェーゼ
- カルーゾ
- マッツェ
- メルチェナスコ
- ストランビーノ
- ヴィスケ